# Phanoxyla orientis
Phanoxyla orientis är en fjärilsart som beskrevs av Felix Bryk 1944. Phanoxyla orientis ingår i släktet Phanoxyla och familjen svärmare. Inga underarter finns listade i Catalogue of Life.